# Constance Scharff
Constance Scharff (* 13. August 1959) ist eine deutsche Zoologin und Neuro- und Verhaltensbiologin. Sie ist Hochschullehrerin an der FU Berlin.

## Leben
Scharff erwarb ihr Abitur in Lübeck und studierte ab 1979 Biologie an der Universität Marburg. Ab 1982 studierte sie an der Adelphi University, wo sie sich bei Carol Diakow der experimentellen Neurobiologie und Verhaltensforschung zuwandte. Ab 1984 wurde sie Doktorandin bei Fernando Nottebohm an der Rockefeller University, der zuerst am Beispiel des Erlernens des Vogelgesangs nachwies, dass auch Erwachsene beim Lernen neue Neuronen bilden. 1991 wurde sie bei Nottebohm promoviert und ging als Post-Doktorandin nach Paris an das Institut für zellulare und molekulare Embryologie (College de France), wo sie sich mit Geschlechtsunterschied im Gehirn von Hühnern befasste, und danach wieder zu Nottebohm an die Rockefeller University in New York, wo sie 1994 Assistant Professor wurde. Ab 2001 war sie Gruppenleiterin am Max-Planck-Institut für Molekulare Genetik in Berlin, bevor sie 2005 Professorin für Verhaltensbiologie an der FU Berlin wurde.

## Werk
In Experimenten bei Nottebohm in New York konnte sie nachweisen, dass Nervenzellen im motorischen Bereich (RA) des Gesangszentrums (HVC) von Vögeln nach selektiver Zerstörung regeneriert werden konnten (es entstanden sogar dreimal mehr Nervenzellen als vorher), nicht aber im Bereich, der in das Gehirnareal X projiziert (dieser ist von Geburt an festgelegt und kontrolliert das Lernen von Gesang).
Sie erforscht den Vogelgesang, unter anderem wie er erlernt wird, im Vogelgehirn gespeichert wird und wie Vögel damit kommunizieren. Als Studienobjekt dienen ihrer Gruppe beim Vogelgesang auch Nachtigallen.
Sie war an der Entzifferung des Zebrafinken-Genoms beteiligt. In Zusammenarbeit mit dem Max-Planck-Institut für Molekulare Genetik fanden sie, dass das Vogelgehirn mehr als die Hälfte des Vogelgenoms aktiv benutzt (rund 10.000 Gene). Ein für das Erlernen von Gesang wichtiges Gen (FOXP2) ist auch an einer menschlichen Erbkrankheit ursächlich, die zu Sprachstörungen führt. Das Studium der Neurobiologie des Gesangs von Vögeln ist damit auch mit dem des Spracherwerbs beim Menschen verbunden und kann eventuell als Modell dienen.
2007/08 war sie Präsidentin der Deutschen Zoologischen Gesellschaft. 2012 wurde sie Mitglied der Berlin-Brandenburgischen Akademie der Wissenschaften. Im Jahr 2019 wurde Constance Scharff in der Sektion Organismische und Evolutionäre Biologie als Mitglied in die Nationale Akademie der Wissenschaften Leopoldina aufgenommen.

## Privates
Sie ist mit dem Mikrobiologen Arturo Zychlinsky verheiratet und hat zwei Töchter.